# Misticizam
Misticizam (prema grčkom μυστικός, tajanstven) je ekstatično stanje u kojem se u unutrašnjem osjećaju pojedinca pojavljuje neposredna božja prisutnost. Misticizam je i vjerska doktrina, koja tajanstveno iskustvo sjedinjenja s božanstvom pretpostavlja svakom racionalnom uvidu. Mistik je produhovljena osoba koja vlastitim naporom, kroz doživljaj neposredne božje prisutnosti, dolazi do spoznaje o postojanju Boga. 
Izvor misticizma je na osjećajima   zasnovano vjerovanje u natprirodna bića koja upravljaju prirodom i ljudskim životom. Mistici o religijskim sadržaju i o postojanju Boga govore iz vlastitih doživljaja. Tako se misticizam javlja u svim religijama i na gotovo svim razinama religiozne svijesti. Već u prirodnim religijama obrednom praksom potiču se grupna egzaltirana stanja u kojima se zasniva neposredan dodir s božanstvima. Premda se kasniji razvijeniji vjerski sustavi kao što su kršćanski islamski i budistički ne zasnivaju isključivo na misticizmu, s obzirom na to da širinom naučavanja i djelovanja uključuju i razumske praktične i druge elemente, ipak i u takvim sustavima mistično iskustvo postaje željeni vrhunac religioznog života, do kojega mogu doprijeti samo obdareni pojedinci, a njihova neposredna svjedočanstva vjere, zalog su istine u koju ostali samo vjeruju. 

Osim kao vjerska misticizam se javlja i kao filozofska doktrina koja drži da je sve što čovjek iskustveno doživljava samo element nadnaravnog, to jest da je svaka opstojnost simbolička preobrazba nadnaravnog postojanja. Prvu je takvu filozosku mističnu doktrinu zasnovao Plotin: 
| „ | Sva su bića emanacije Jednog koje je predočeno kao božanstvo i koje je moguće spoznati samo u vjerskom zanosu ili ekstazi. | ” |
|   | |   |

 U širem smislu mističnom se naziva i svaka filozofija koja vjeru pretpostavlja znanstvenom otkrivanju istine, i intuiciju logičkom razmišljanju. Misticizam podrazumijeva duhovno iskustvo, kroz asketsko poniranje ka Bogu. Mnogi mistici iz vlastitih doživljaja govore o postojanju anđela, demona, preminulih i slično, a produhovljenje i sjedinjenje s Bogom, postavljaju kao svoj najviši cilj. 

## Podrijetlo
Kolijevka misticizma su zemlje starog istoka Kina (taostičko učenje Lao Tsea). Indija (Patanjalijeva samkhya-filozofija) i Perzija. S istoka misticizam prodire na zapad u vrijeme opadanja antičke civilizacije. Njegovi glavni nosioci su novoplatonizam i Kabala. Novoplatonistička mistika prenijeta je u kršćansku literaturu spisima Dionizija Areopagita i Ivana Skota Eriugene. U srednjemu vijeku misticizam se javlja kao protest protiv jalovog intelektualizma skolastičke filozofije. Najpoznatiji srednjovjekovni mistici su: Bernard iz Clairvauxa, Hugo i Rikard st.Victoire, Bonaventura. Osnivač njemačkog spekulativnog misticizma je dominikanac Meister Eckhart, a njegovi učenici su Heinrich Seuse i Johannes Tauler. Njima je blizak i flamanski mistik Jan Van Ruysbroeck. Renesansa i reformacija doba su procvata misticizma. Reuchlin, Agrripa von Nettesheim, Paracelsus, Pico della Mirandola, Nikola Kuzanski, Valentin Weigel, Robert Fludd, Jakob Böhme, i ostali, su najpoznatiji među misticima tog vremena. Mnogi od njih zastupaju specifični misticizam koji se suprotstavlja spekulativnim sistemima i koji je nošen težnjom za neposrednošću i spontanim prirodnim izražavanjem osjećaja, nasuprot školskim, strogo propisanim dogmama. U novijoj filozofiji misticizma ima i u djelima kartezijanaca kao kod Geulenixa i Malebranchea zatim Pascala, Novalisa, Maistra, Vivekananade i Jacobija. Emanuel Swedenborg je značajan mistik 18. stoljeća.
Tereza Avilska, Sveti Ivan od Križa, sveti Pavao, sv. Faustina Kowalska, bl. Ana Katarina Emerih,  bl. Aleksandrina da Costa, Marija Valtorta, vidioci iz Lourdesa, Fatime i Međugorja između ostalih, tvrde da su u duhovnoj objavi vidjeli Bogorodicu i Isusa Krista, koji su im se osobno obratili s porukama koje moraju prenijeti drugima.

## Vanjske poveznice
- Kršćanska svetost i mistika - mistični put